# Manfred Heim
Manfred Heim (* 20. Dezember 1961 in München) ist ein deutscher römisch-katholischer Theologe und Kirchenhistoriker.

## Leben
Manfred Heim studierte Lateinische und Deutsche Philologie sowie Katholische Theologie an der Ludwig-Maximilians-Universität München. Im Schuljahr 1986/87 unterrichtete er Deutsch am Gymnasium in Saint-Brieuc, Bretagne. Von 1988 bis 1993 war er wissenschaftlicher Assistent, später Oberassistent, bei Georg Schwaiger am Lehrstuhl für Kirchengeschichte des Mittelalters und der Neuzeit an der LMU. 1989 erwarb er das Lizentiat der Theologie, 1991 wurde er mit der Arbeit Bischof und Archidiakon. Geistliche Kompetenzen im Bistum Chiemsee (1215–1817) zum Dr. theol. promoviert. 1994 habilitierte er sich für das Fach Kirchengeschichte des Mittelalters und der Neuzeit mit einer Schrift über Ludwig Joseph Freiherr von Welden, Fürstbischof von Freising.
1996 erhielt er einen Ruf auf die Professur für Bayerische Kirchengeschichte an die Ludwig-Maximilians-Universität München und war von 2001 bis 2010 Prodekan und Studiendekan an der Katholisch-Theologischen Fakultät.
1997 wurde er zum ordentlichen Mitglied der Kommission für bayerische Landesgeschichte bei der Bayerischen Akademie der Wissenschaften gewählt und mit der Leitung des Projektes Kirchenhistorischer Atlas von Bayern betraut. Neben zahlreichen weiteren Engagements ist er seit Oktober 1998 ständiger Mitarbeiter am Forschungsprojekt Germania Sacra mit dem Schwerpunkt Historisch-statistische Beschreibung des Bistums Chiemsee. Seit Oktober 2000 ist er Mitglied der von Kardinal Friedrich Wetter, Erzbischof von München und Freising, eingesetzten Enquête-Kommission Zwangsarbeiter im kirchlichen Bereich. Außerdem verfasste er einige Artikel im Biographisch-Bibliographischen Kirchenlexikon (BBKL).
Manfred Heim ist seit 2004 Ehrenmitglied der katholischen Studentenverbindung KDStV Aenania München im CV.

## Schriften
- Kleines Lexikon der Kirchengeschichte, C.H. Beck, München 1998, ISBN 3-406-44055-X.
- Einführung in die Kirchengeschichte (= Beck Studium), C.H. Beck, 2. Auflage, München 2008, ISBN 3-406-58297-4.
- Theologen, Ketzer, Heilige. Kleines Personenlexikon zur Kirchengeschichte, C.H. Beck, München 2001, ISBN 3-406-47977-4.
- mit Georg Schwaiger: Orden und Klöster. Das christliche Mönchtum in der Geschichte, C.H. Beck, München 2002, ISBN 3-406-47996-0.
- mit Georg Schwaiger: Kleines Lexikon der Päpste, C.H. Beck, München 2005, ISBN 3-406-51134-1.
- Kirchengeschichte in Daten, C.H.Beck, München 2006, ISBN 3-406-54145-3.